# Tony Skopac
Tony Skopac, född 1968 i Vancouver, Kanada, är en kanadensisk ishockeyspelare huvudsakligen verksam i Sverige i elitserien och division 1. Han hade sin storhetstid under 1990-talet och har spelat forward i alla de fyra stockholmsklubbarna AIK, Djurgården, Hammarby och Huddinge.

## Karriär
- 1999/2000 Haninge HC, Division 1
- 1997/1998 Huddinge IK, Division 1
- 1996/1997 Huddinge IK, Division 1
- 1995/1996 Hammarby IF, Division 1
- 1994/1995 AIK, Elitserien
- 1993/1994 Hammarby IF, Division 1
- 1992/1993 Djurgårdens IF, Elitserien
- 1991/1992 Hammarby IF, Division 1
- 1990/1991 Hammarby IF, Division 1
- 1989/1990 Husums IF, Division 1
- 1988/1989 Hammarby IF, Division 1